# Aleksandr Borodaj
Aleksandr Joerevitsj Borodaj (Russisch: Александр Юрьевич Бородай) (Moskou, 25 juli 1972) is een Russisch politicus. Hij was in 2014 na de onafhankelijkheidsverklaring en ten tijde van de MH17-ramp premier van de zelfverklaarde Volksrepubliek Donetsk.

## Levensloop
Aleksandr Borodaj is afgestudeerd in de filosofie aan de Staatsuniversiteit van Moskou. In 1994 tijdens de Eerste Tsjetsjeense oorlog werkte hij als oorlogcorrespondent voor het Russische staatspersbureau RIA Novosti. Vanaf 1996 werkte hij voor de nationalistische krant Zavtra. In 2001 richtte  hij bureau Sociomaster op, dat gespecialiseerd is in advisering in crisissituaties. In 2011 richtte hij het nationalistische televisiestation Den-TV op. Samen met Igor Girkin was hij een naaste medewerker en PR-adviseur van de nationalistische Russische ondernemer Konstantin Malofeev. Vanaf maart 2014 werkte Borodaj als adviseur voor de minister-president van de Krim, Sergej Aksjonov.
Na het referendum in Oost-Oekraïne in 2014 werd Borodaj op 16 mei benoemd tot premier van de niet-erkende Volksrepubliek Donetsk. Hij was vervolgens van 8 augustus tot 24 oktober 2014 vicepremier van de Volksrepubliek Donetsk.
Bij de Russische parlementsverkiezingen in september 2021 werd hij namens de partij Verenigd Rusland gekozen in de Staatsdoema.

## MH17
Borodaj was premier van de Volksrepubliek Donetsk toen op 17 juli 2014 MH17-vlucht neergeschoten werd. Hij onderhandelde met de Maleisische minister-president Najib Razak over de overdracht van de zwarte dozen en zegde toe dat de lichamen van de overledenen per trein naar Charkov zouden worden gebracht, vanwaar ze naar Nederland werden gevlogen. Enkele weken na de MH17-ramp, op 7 augustus 2014, trad Borodaj terug als premier en werd opgevolgd door Aleksandr Zachartsjenko.